# James Weatherup
James Weatherup, conosciuto con il diminutivo Jim (...), è un ex calciatore nordirlandese, di ruolo centrocampista.

## Carriera
Weatherup giocò quasi tutta la carriera agonistica nel Glentoran, società con cui vinse tra le tante competizioni tre campionati nordirlandesi. Con il suo club prese parte a tre edizioni della Coppa Campioni, giocandovi sei incontri. Inoltre giocò anche due incontri nella Coppa delle Coppe 1973-1974, competizione nella quale raggiunse con il suo club i quarti di finale del torneo.
Nell'estate 1967 il club nordirlandese disputò il campionato nordamericano organizzato dalla United Soccer Association: accadde infatti che tale campionato fu disputato da formazioni europee e sudamericane per conto delle franchigie ufficialmente iscritte al campionato, che per ragioni di tempo non avevano potuto allestire le proprie squadre. Il Glentoran rappresentò i Detroit Cougars, e chiuse al quarto posto della Eastern Division, non qualificandosi per la finale.

## Palmarès
- Campionato nordirlandese di calcio: 3

Glentoran: 1968, 1970, 1972
- Irish Cup: 1

Glentoran: 1973
- City Cup: 2

Glentoran: 1970, 1973
- County Antrim Shield: 2

Glentoran: 1968, 1971